# Mascherino
Il mascherino è un oggetto sagomato, che si pone sulla lente della cinepresa, usato durante le riprese cinematografiche allo scopo di non rendere visibile una parte dell'immagine registrata (generalmente quelle sopra e sotto l'immagine) al fine di ottenere una visione panoramica e il conseguente stampaggio della pellicola in un formato cinematografico appunto panoramico, quale ad esempio il 2,35:1 o l'1,85:1.

## Eliminazione del mascherino
Talvolta, a uso del mercato dell'home video (dove fino a qualche tempo fa le videocassette e i DVD venivano guardati prevalentemente in televisori 4/3), si utilizza un processo denominato open matte, voluto dalle case di distribuzione in sede di postproduzione cinematografica atto a ottimizzare l'immagine a tutto il quadro della TV 4/3 (cioè al formato 1,33:1).
Quindi non si perdono porzioni di immagine, ma anzi se ne aggiungono, in particolare si aggiungono le parti che, in sede di ripresa, venivano nascoste dal mascherino. Questo, tuttavia, non garantisce una migliore visione, anzi sovente lo spettatore è costretto a vedere dettagli non richiesti, quali ad esempio il microfono che registra il sonoro della scena.
Può capitare che durante la proiezione di un film in una sala cinematografica il proiezionista collochi male il mascherino sulla lente del proiettore, in questo caso può accadere che risulti visibile il microfono, inducendo gli spettatori sorpresi dalla sua improvvisa e inaspettata comparsa, a ritenere che la produzione cinematografica abbia commesso un errore in sede di ripresa, mentre invece si tratta più semplicemente di un errore del proiezionista.